# Seleção Cubana de Futebol
A Seleção Cubana de Futebol representa Cuba nas competições de futebol da FIFA.

## História

### Início
A Seleção Cubana de Futebol apareceu pela primeira vez nos Jogos Centro-Americanos e do Caribe de 1930 em Havana, derrotando a Jamaica por 3 a 1 em 16 de março, no que foi sua primeira partida internacional. Quatro dias mais tarde derrotaria Honduras por um incrível 7 a 0, se classificando para fase final. Voltaria a derrotar Honduras, desta vez por 5 a 0, e ainda venceria a Costa Rica por 2 a 1 e El Salvador por 5 a 2, conquistando a medalha de ouro do torneio, seu primeiro título da história.
Embora não tenha participado da primeira edição da Copa do Mundo FIFA, disputou as eliminatórias para 1934, aonde eliminou o Haiti depois de três partidas em Porto Príncipe (3 a 1, 1 a 1 e 6 a 0), mas caiu perante o México, depois de três partidas na Cidade do México (2 a 3, 0 a 5 e 1 a 4).
Disputou a Copa do Mundo FIFA de 1938, onde nas oitavas-de-final eliminou a Romênia, conseguindo o incrível feito de disputar as quartas-de-final da Copa, quando perdeu de 8 a 0 para a Suécia.

## Títulos
- Jogos Centro-Americanos e do Caribe: Medalha de Ouro: 1 (1930)
- Copa do Caribe: 1 (2012)

## Campanhas de destaque
- Copa do Mundo de 1938 - quartas-de-final.
- Jogos Pan-Americanos: medalha de prata - 1979; medalha de bronze - 1971, 1991
- Copa Ouro da CONCACAF: 4º lugar - 1971*
- Copa do Caribe: 2º lugar - 1996, 1999, 2003, 2005;

*Obs: quando esse torneio ainda se chamava Campeonato da CONCACAF.